# Porte Saint-André

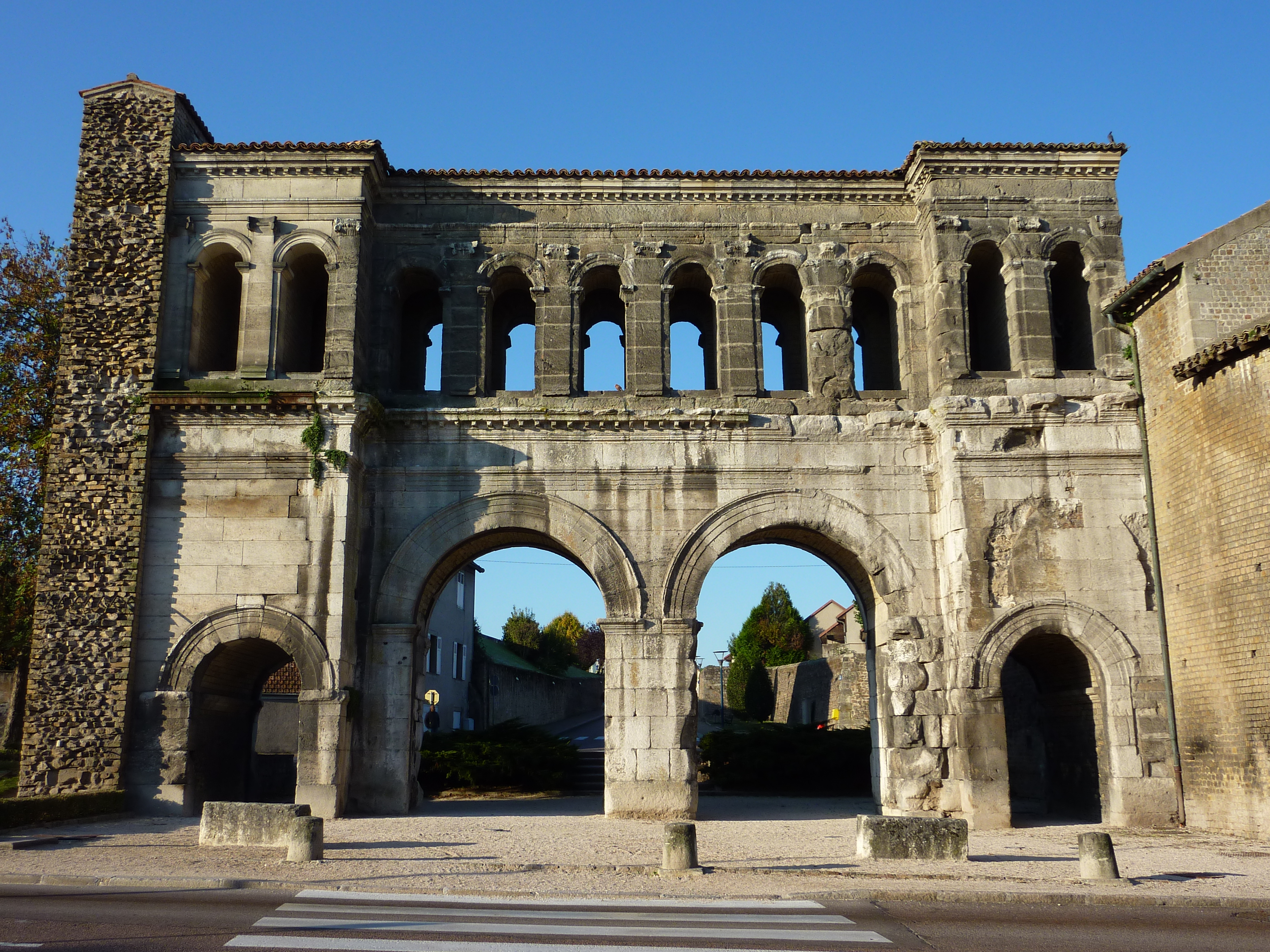
Porte Saint-André in Autun

Die Porte Saint-André in Autun, einer französischen Stadt im Département Saône-et-Loire in der historischen Region Burgund, ist ein Stadttor der römischen Stadt Augustodunum. Die Straßen aus Richtung Langres und Besançon erreichten hier Autun. Das Bauwerk an der Rue du Faubourg-Saint-André steht seit 1846 unter Denkmalschutz (Monument historique).

## Geschichte
Die ca. 6 km lange römische Stadtmauer besaß vier Stadttore, die Porte Saint-André und die Porte d’Arroux sind noch vorhanden. Im Mittelalter wurde das Tor in eine Kirche umgewandelt und ist deshalb das besterhaltene Denkmal der Antike in Autun.

## Architektur
Das zweigeschossige Tor aus dem 3. Jahrhundert ist mit einer Bogengalerie bekrönt. Die beiden großen Torbögen waren dem Wagenverkehr und die beiden kleineren Bögen den Fußgängern vorbehalten. Seitlich des Tores ist noch ein römisches Garnisonsgebäude erhalten, das im Mittelalter zu einer Kirche umgebaut wurde und seit 1966 als Evangelische Kirche dient.